# Jamón del medio
Jamón del medio, o Jamón del ½, fue un programa argentino que incluyó humor, música y entrevistas a grandes figuras del deporte y el espectáculo. Se transmitió en vivo antes del mundial de fútbol 2006 los días lunes a viernes a las 00.00 de Buenos Aires y, luego del mundial, a las 00:30 de martes a sábado por el canal deportivo TyC Sports. Conducía Miguel Ángel Rodríguez (actor cómico y simpatizante de San Lorenzo) y con la participación de Gastón Recondo, Marcelo Palacios, Coco Sily, Sabrina Ravelli, Mónica Antonopulos y Ramiro Pantorotto.
En la segunda emisión del 1.º Ciclo de este programa, Miguel Ángel Rodríguez recibió a Diego Armando Maradona.
Dejó de emitirse el 27 de octubre de 2006, debido al bajo índice de audiencia.